# China World Trade Center
Das China World Trade Center (中国国际贸易中心; Pinyin: Zhōngguó Guójì Màoyì Zhōngxīn) ist ein 3,6 Hektar großes Stadtentwicklungsgebiet im Zentrum des Geschäftsviertels von Peking in der Volksrepublik China.
Es gehört als Mitglied der World Trade Centers Association (WTCA) in New York zum weltweiten Netzwerk von etwa 300 WTCs in 100 Ländern.
Innerhalb dieses rund fünf Kilometer östlich der Verbotenen Stadt liegenden Areals wird seit 2005 der vom Architekturbüro Skidmore, Owings and Merrill entworfene Wolkenkratzer China World Trade Center Tower III gebaut. Nach seiner Fertigstellung Anfang 2009 ist er mit 330 Metern das höchste Gebäude Pekings. Der Tower hat 74 Stockwerke, im Gebäude mit 540.000 Quadratmetern Nutzfläche und 30 Aufzügen arbeiten über 10.000 Menschen.
Turm 3 erinnert in seiner äußeren Gestalt an die Türme des alten New Yorker World Trade Center.

## Bildergalerie

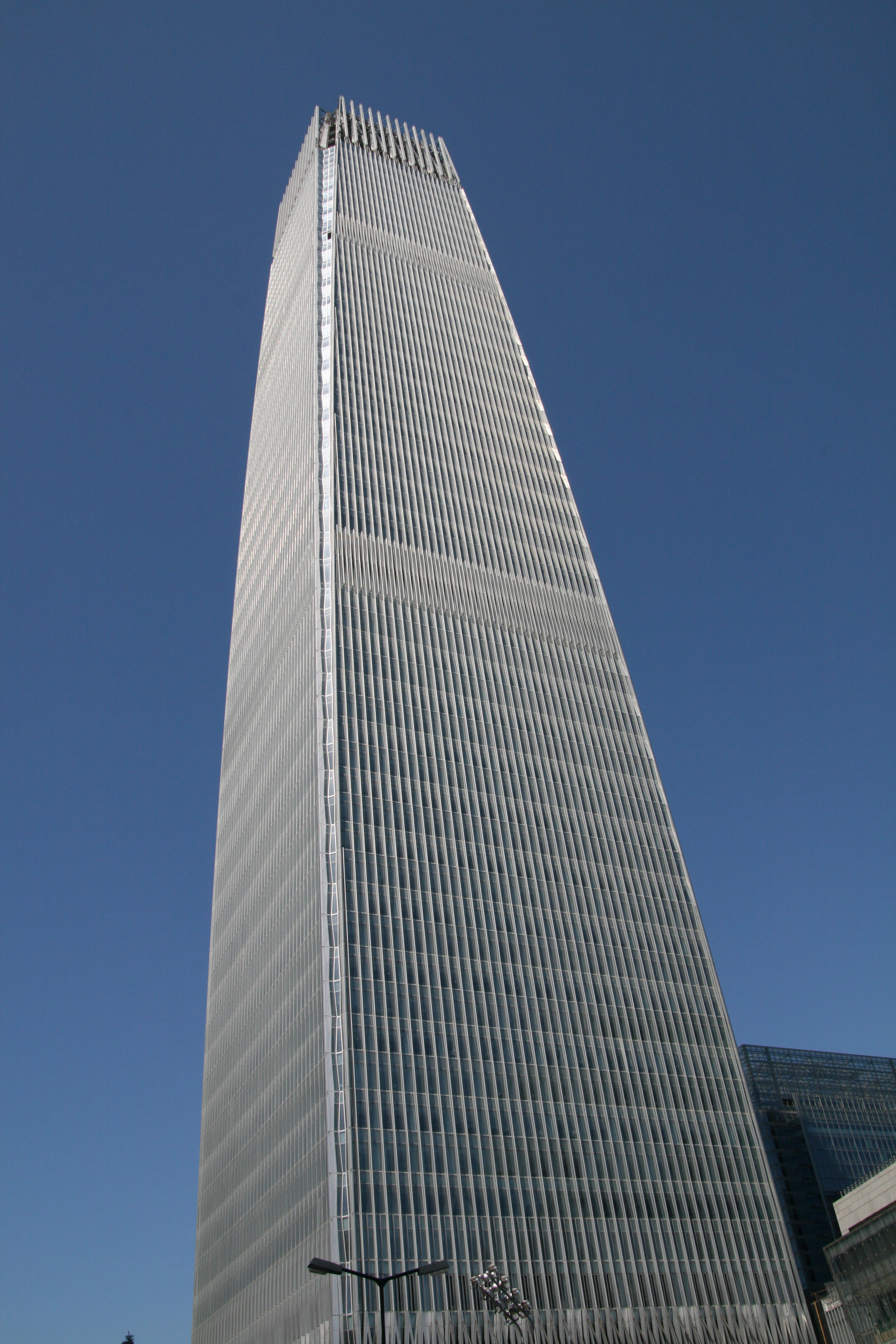
Turm 3 des Komplexes, 330 Meter hoch
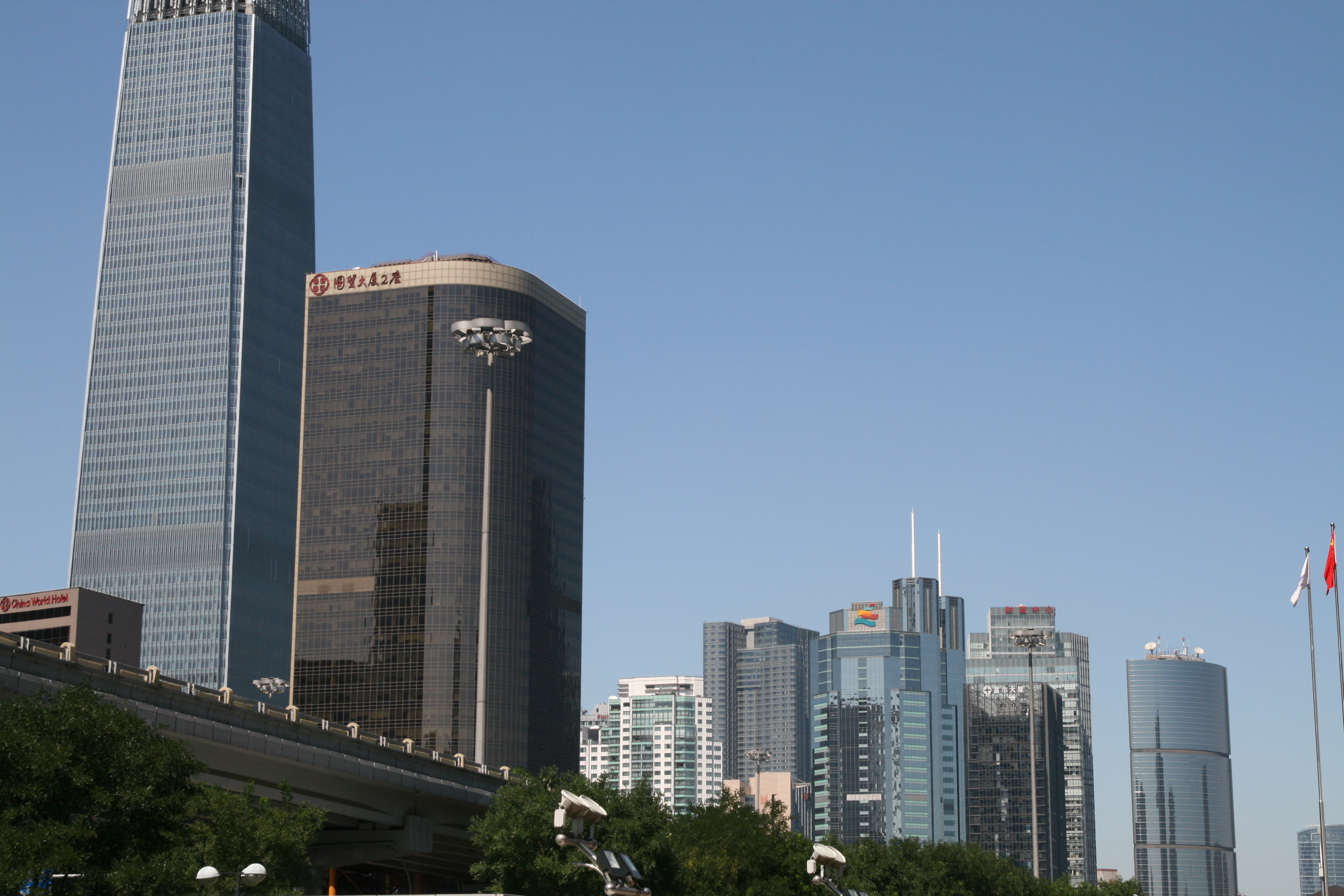
Der Komplex im Stadtkontext
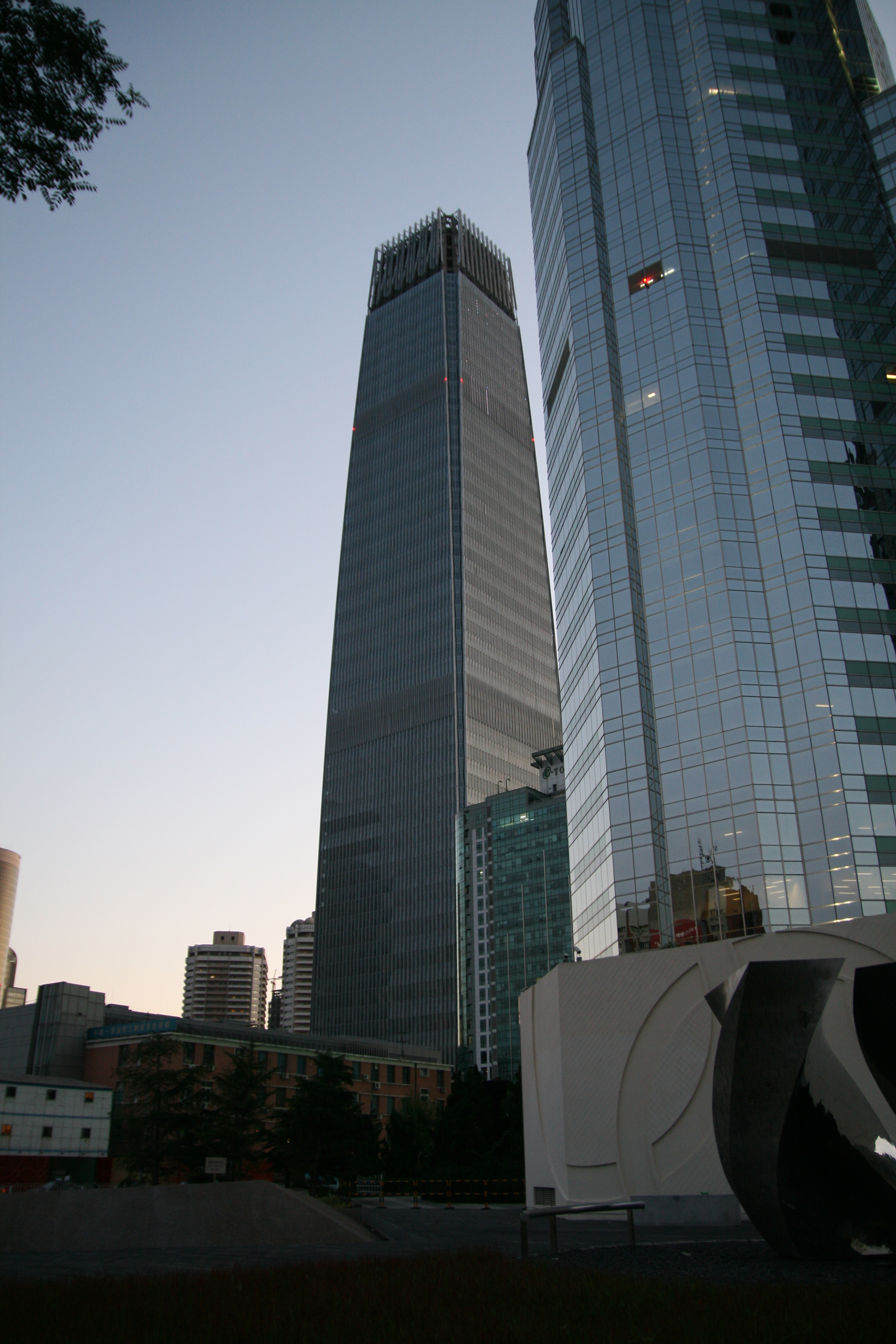
Ansicht auf Turm 3